# Port de Kinshasa
Pour les articles homonymes, voir Kinshasa (homonymie).
Le Port de Kinshasa est constitué de l'ensemble des installations portuaires publiques appartenant à la Société commerciale des transports et des ports (SCTP), entreprise publique du secteur des transports multimodaux, et qui desservent la ville de Kinshasa en république démocratique du Congo. Il est situé sur les bords du fleuve Congo, en aval du port de traversée vers Brazzaville appelé "Beach Ngobila" (qui est également géré par la SCTP) et en amont de la baie de Ngaliema. Tout autour du Port de Kinshasa, le long du fleuve Congo, sont essaimés beaucoup d'autres petits ports privés plus ou moins viables.

## Objectifs
Les ports en RDC sont traditionnellement des « ports services » : c’est-à-dire des ports où l'autorité portuaire s'occupe également des opérations de manutention portuaire. Ainsi, au Port de Kinshasa, la police portuaire, les infrastructures et les superstructures sont fournies par la Société commerciale des transports et des ports (SCTP), les services de déchargement et chargement des barges, déchargement et chargement des véhicules routiers ou ferroviaires, transfert sur parc, mise à disposition des aires d'entreposage, bref tous les services opérationnels d'un port sont rendus par la SCTP.

## Données opérationnelles
- Longueur du linéaire des quais :  1 560 m
dont 240 m de ducs d'albe servant de garage à bateaux ;
- Nombre de bollards : 68
- Nombre des défenses en bois : 608 (2,61 x 0,30 x 0,21)
- Nombre des défenses pneus attachés : 25
- Distance moyenne de l'avant-quai vers les entrepôts : 15 m
- Profondeur terrestre : 161 m
- Longueur des voies ferrées : 14 732,37 m
- Échelles d'étiage ou tirants d'eau : 
maxima : 5,90 m
minima : 1,20 m
moyenne : 3,50 m
- Mur de clôture :  2,80 m
- Superficies des entrepôts : 62 788 m2
- Superficies des parcs et cours : 108 000 m2
dont Terminal à conteneurs + parc à grumes : 25 032 m2
- Autres terre-pleins: 85 500 m2
- Portique à conteneurs de 45 t : 1  (avec une portée de 16 m)
- Grue de quai de 35 t :   1 (avec une portée de 10-25 m)
- Grues de quai de moins de 10 t : 15
- Autogrues : 3
- Grumiers : 3
- Tracteurs : 5
- Élévateurs 2,5 - 7 t : 15
- Électricité moyenne et basse tension : 5 800 kVA
17 mâts d'éclairage avec 345 projecteurs
- Conduites d'eau
- Véhicule anti-incendie: 1 pour l'ensemble de la SCTP dans la ville de Kinshasa

Toutes ces données sommaires permettent au port d'offrir une capacité totale évaluée à 1 500 000 tonnes. Dans les différents plans directeurs des ports en République démocratique du Congo, le port de Kinshasa a toujours été considéré comme l'arrière-port de Matadi. En effet, le port de Matadi a une capacité maximale évaluée à 2 500 000 tonnes. Dès que le trafic transitant par ce port dépassera ce cap, le surplus devra être réacheminé automatiquement sur le port de Kinshasa, en attendant l'occasion de la création du port en eaux profondes de Banana.

## Jumelage
Pour permettre le redéploiement du port de Kinshasa, un programme concret a été mis en œuvre dans le cadre de la coopération belgo-congolaise avec le projet de partenariat entre le Port de Kinshasa et le Port de Bruxelles.
L'accord de partenariat, signé le 16 avril 2004, prévoit trois volets essentiels :
- Un partenariat technique: le Port de Bruxelles s'engage à assister le Port de Kinshasa
  - pour le dégagement des navires encombrant actuellement les quais du port de Kinshasa ;
  - pour le dragage au droit des quais ;
  - pour la recherche des pièces de rechange pour les engins de manutention.
- Un partenariat managérial pour
  - la prise en charge de la formation des stagiaires du Port de Kinshasa ;
  - l'organisation des séminaires à Kinshasa par le port de Bruxelles ;
  - une coopération étroite pour l'automation dans le traitement des données relatives au trafic ;
  - l'amélioration des indicateurs de performance du port de Kinshasa.
- La possibilité d'étendre l'accord aux autres ports intérieurs de la République Démocratique du Congo.